# Kathy Watt
Kathryn Anne „Kathy“ Watt (* 11. September 1964 in Warragul), genannt Kathy, ist eine ehemalige australische Radrennfahrerin. 1992 wurde sie Olympiasiegerin im Straßenrennen und zweifache Siegerin bei Commonwealth Games. Sie war die dominierende australische Radsportlerin ihrer Generation und gewann 24 australische Meisterschaften. Darüber hinaus ist sie eine preisgekrönte Fotografin.

## Sportliche Laufbahn
Kathy Watt ist die Tochter des australischen Marathonläufers Geoff Watt. Der Vater starb 1969 beim Lauftraining am Mount Erica im Baw-Baw-Nationalpark, nachdem er sich im Schnee verirrt hatte. Tochter Kathy war zunächst auch als Langstreckenläuferin aktiv – so wurde sie australische Junioren-Meister über 3000 Meter –, bis Sehnenprobleme sie zwangen, zum Radsport zu wechseln.
1990 errang Kathy Watt bei den Commonwealth Games in Auckland die Goldmedaille im Straßenrennen. Zwei Jahre später gewann sie bei den Olympischen Spielen in Barcelona ebenfalls Gold im Straßenrennen; dies war erste olympische Goldmedaille für Australien überhaupt im Straßenradsport. Wenige Tage später errang sie die Silbermedaille in der Einerverfolgung, im Finale verlor sie gegen die Deutsche Petra Rossner. Sie wurde zum bis dahin erfolgreichsten australischen Radsportler bei Olympischen Spielen. Zuvor hatte der australische Cheftrainer Charlie Walsh von ihr erwartet, dass sie sich – obwohl für beide Disziplinen qualifiziert – ausschließlich auf den Straßenwettbewerb vorbereite und ihr ein Training auf der Bahn untersagt. Dies führte zu ersten von weiteren Auseinandersetzungen zwischen Watt und Walsh in den folgenden Jahren.
Bei den Commonwealth Games 1994 konnte Watt ihren Erfolg im Straßenrennen wiederholen. 1995 gewann sie bei den Straßenweltmeisterschaften in Kolumbien Bronze im Einzelzeitfahren und damit die erste australische WM-Medaille in dieser Disziplin. 1996 qualifizierte sie sich erneut für die Olympischen Spiele; im Einzelzeitfahren belegte sie Rang vier und im Straßenrennen Rang neun.
Im Jahre 2000 trat Kathy Watt vom aktiven Radsport zurück, um drei Jahre später erfolglos zu versuchen, sich für die Olympischen Spiele in Athen zu qualifizieren. Bei ihrem zweiten Comeback gewann sie bei den Commonwealth Games im März 2006 mit 41 Jahren die Silbermedaille im Einzelzeitfahren (und damit ihre vierte Medaille seit 1990) und qualifizierte sich damit erneut für die Weltmeisterschaften in Salzburg im September 2006. Dort belegte sie im Einzelzeitfahren Platz 28.
Insgesamt wurde Kathy Watt 24-mal australische Meisterin im Radsport, dreimal wurde sie nationale Doppelmeisterin in Einzelzeitfahren und Straßenrennen. Zudem gewann sie nationale Titel in Leichtathletik, Duathlon, Skilanglauf Biathlon und in Rogaine.

## Berufliches
Kathy Watt arbeitet auch als Fotojournalistin. Als solche gewann sie den Silver Award des Institute of Professional Photography für ein Foto von Andre Agassi sowie weitere Preise. 2012 wurde sie als eine der offiziellen Fotografen für die Olympischen Spiele in London ernannt. Zudem führt sie gemeinsam mit dem früheren Bahnrad-Weltmeister Stephen McGlede ein Unternehmen für Personal Training.

## Ehrungen
2015 gehörte Kathy Watt zu den ersten Mitglieder der neu eingerichteten Cycling Australia Hall of Fame.

## Palmarès

### Straße
1990
- Commonwealth-Games-Siegerin – Straßenrennen

1992
- Olympiasiegerin – Straßenrennen
- Australische Meisterin – Straßenrennen, Einzelzeitfahren

1993
- Australische Meisterin – Straßenrennen, Einzelzeitfahren

1994
- Commonwealth-Games-Siegerin – Straßenrennen
- Prolog und zwei Etappen Giro d’Italia Femminile
- Gesamtwertung, Prolog und vier Etappen Canberra Tour
- Gesamtwertung und vier Etappen Vysocina Tour
- Giro del Piave
- Australische Meisterin – Straßenrennen, Einzelzeitfahren

1995
- Weltmeisterschaft – Einzelzeitfahren
- Gesamtwertung und vier Etappen Bay Cycling Classic

1996
- Australische Meisterin – Einzelzeitfahren

1998
- Commonwealth Games – Einzelzeitfahren
- Australische Meisterin – Straßenrennen

2005
- Ozeanienspiele – Einzelzeitfahren
- Chrono Champenois – Trophée Européen

2006
- Commonwealth Games – Einzelzeitfahren
- Australische Meisterin – Einzelzeitfahren

2007
- Ozeanienspiele – Einzelzeitfahren
- Gesamtwertung und vier Etappen Tour of Perth

### Bahn
1992
- Olympische Spiele – Einerverfolgung